# Friedrich Muhl
Friedrich Muhl (* 16. März 1732 in Danzig, Polnisch-Preußen; † 21. Januar 1797 in Danzig, Provinz Westpreußen) war ein deutscher Fernkaufmann und Ratsherr in Danzig.

## Leben

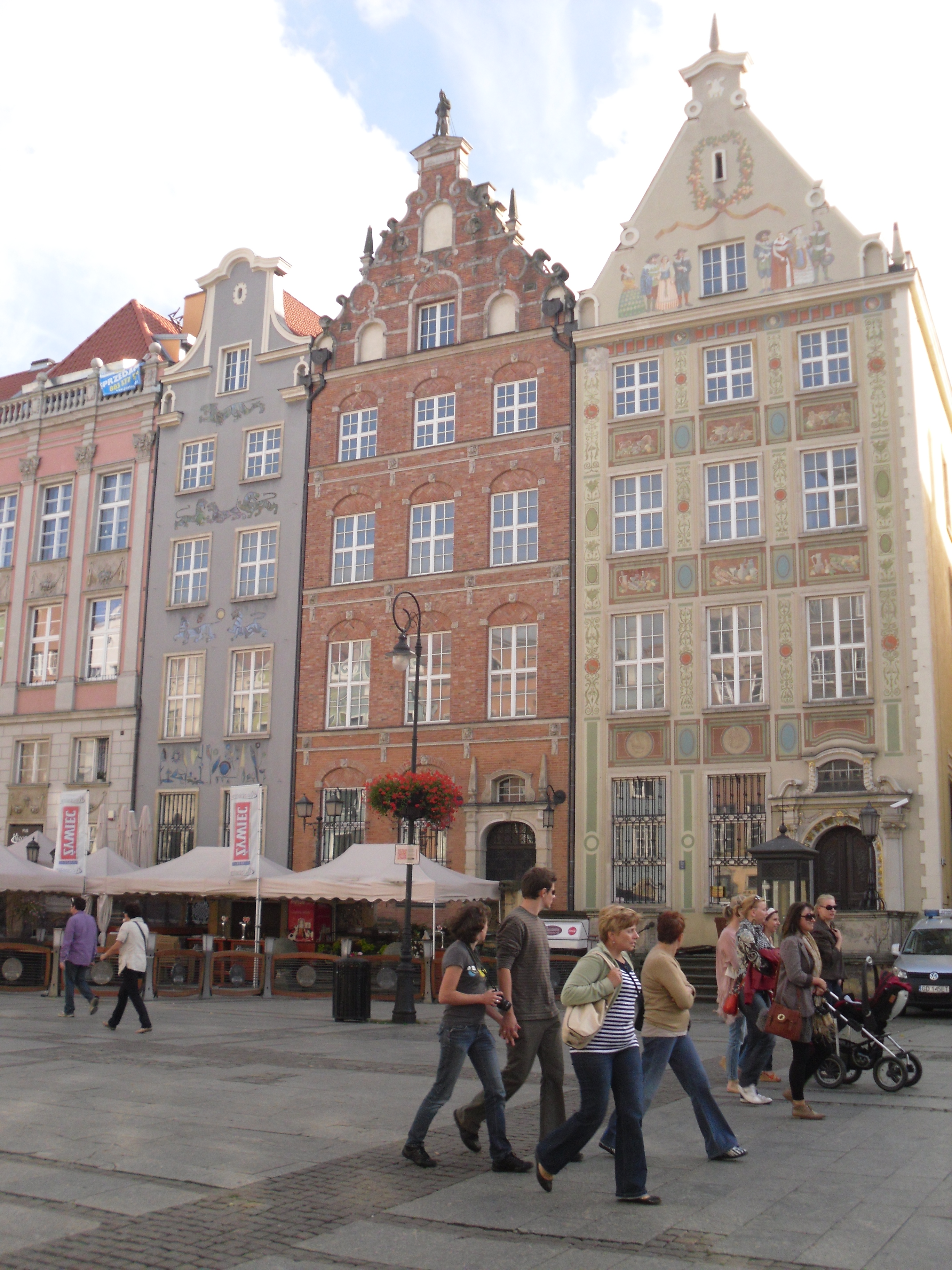
Langer Markt 14 (rechtes Haus, rekonstruiert)

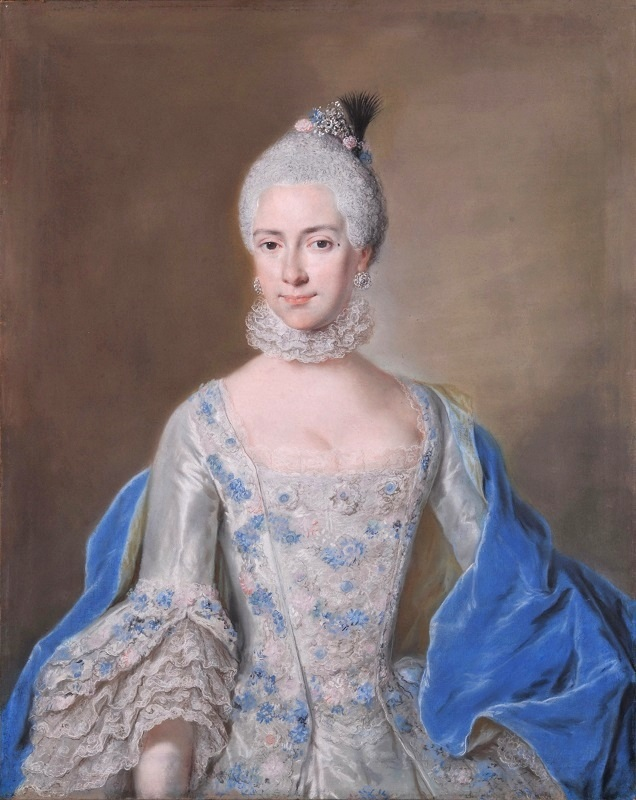
Ehefrau Johanna Florentina Świetlicka

Die Familie väterlicherseits stammte aus Hamburg. Der Großvater Jacob war nach Amsterdam ausgewandert, der Vater Abraham Muhl erhielt 1712 das Bürgerrecht in Danzig. Dort heiratete er die Niederländerin Constantia Mulhem genannt Hagedorn. Friedrich Muhl lernte beim Vater den Kaufmannsberuf. Von 1762 bis 1763 war er in den Niederlanden und anderen westeuropäischen Ländern.
1765 erhielt Muhl das Bürgerrecht der Stadt Danzig. 1767 eröffnete er mit seinem Bruder Abraham, der das väterliche Erbe erhalten hatte, einen Weinhandel mit Sitz in der Brotbänkengasse, seit 1779 am Langen Markt 14 (442).
Friedrich Muhl war seit 1766 Vorstand der reformierten Kirchengemeinde St. Peter und Paul, seit 1772 Vorsitzender der reformierten Gemeinden Danzigs und seit 1784 aller reformierten Gemeinden des verbliebenen Polnisch-Preußens.
In diesem Jahr wurde er auch Schöffe in der Rechtstadt und 1792 Ratsherr. 1793 war er an der Umgestaltung der Verwaltungsstrukturen der Stadt unter der neuen preußischen Herrschaft beteiligt.
Friedrich Muhl besaß mehrere Güter und Grundstücke in Danzig und Umgebung, darunter eine Sommerresidenz in Langfuhr und das Haus Langer Markt 1 (423), eines der vornehmsten Häuser der Stadt, in dem  vorher auch polnische Könige einquartiert gewesen waren. Er trug eine bedeutende Sammlung von Gemälden und Stichen zusammen.
Friedrich Muhl war mit Johanna Florentina, einer Tochter des polnischen Pfarrers und Autors Paul Świetlicki, verheiratet. Sie hatten sieben Kinder
- Friedrich Wilhelm Muhl (* 1766)
- Abraham Ludwig Muhl (1768–1835), Fernkaufmann, Reeder und Senator in Danzig
- Johanna Agathe Muhl (* 1769)
- Friederike Luise Constantia Muhl (* 1770)
- Wilhelmine Amalie Muhl (* 1771)
- Friederike Auguste Muhl (* 1774)
- Friedrich Muhl (* 1776)